# PalaPentassuglia
Il PalaPentassuglia è un palazzetto dello sport di Brindisi. Campo di gioco ufficiale della New Basket Brindisi, è intitolato ad Elio Pentassuglia: storico allenatore degli anni ottanta della compagine adriatica.

## Storia

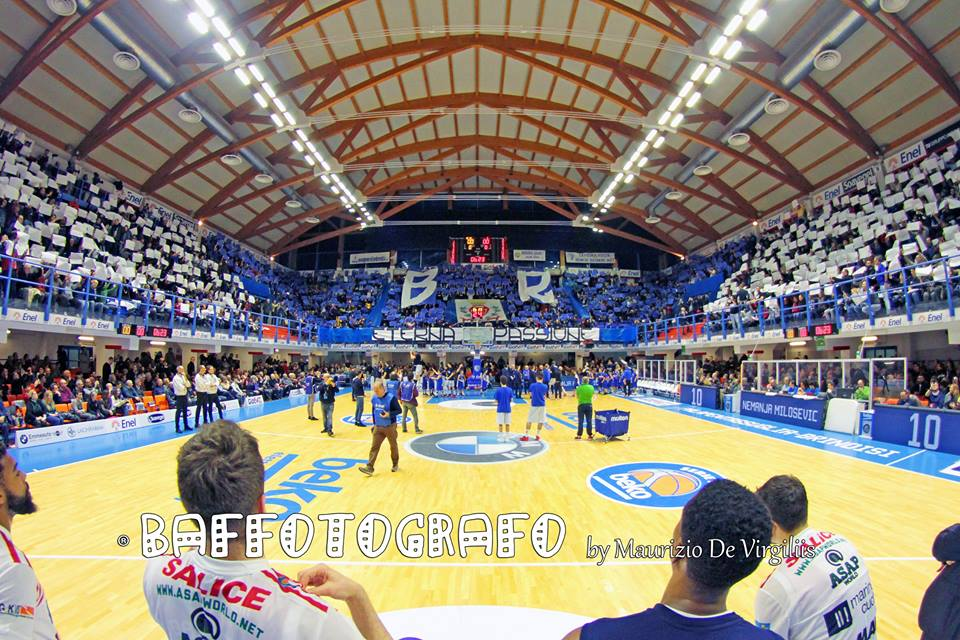
Coreografia al New Basket Brindisi

La struttura fu realizzata nel 1981 dopo la promozione in Serie A della Pallacanestro Brindisi e fu voluta fortemente dall'allora presidente della squadra. Il palasport fu progettato e costruito in pochi mesi. Inizialmente la copertura doveva essere in legno o cemento, ma per i ristretti tempi di consegna ed omologazione (faceva fede l'inizio del torneo di Serie A 1981-1982) i tecnici e gli ingegneri sono stati costretti a rivedere il piano. Così fu disposta una copertura tensostatica che ha sempre causato negli anni problemi di condensa sul parquet. La tenso-copertura durò sino al 2007.
Attualmente la capienza è di 3534 spettatori, è composto da due curve ed il parterre e i due settori centrali sono completamente a sedere.

## Ristrutturazioni
Nel 2007 è stata completamente rifatta la copertura, realizzata in legno, mentre nel 2008 sono stati approntati i primi lavori di ampliamento (la capienza è passata da 2390 a 2502 posti) e di rifacimento delle strutture dei canestri e delle delimitazioni tra gli spalti ed il campo;
con questi lavori sono stati modificati anche gli spogliatoi, resi più grandi, oltre che ricavare una nuova sala stampa, una palestra e un'infermeria.

Con la promozione in serie A nel 2010 la Giunta comunale ha deciso, di concerto con la Società, con il CONI e con i Vigili del Fuoco, di adeguare il PalaPentassuglia, portando la capienza dai 2502 a 3534 posti, tanto quanto basta per ottenere l'omologazione per la lega A. 
Si provvederà poi alla costruzione di un nuovo palasport, già denominato New Arena, con una capienza di 7.500 posti tutti a sedere sempre nella Cittadella dello Sport in contrada Masseriola, utilizzabile anche per manifestazioni diverse .

## Manifestazioni
All'interno della struttura si sono svolte anche altre manifestazioni sportive
- basket

(1994: Italia - Lettonia 100-70)
- pallavolo

(World League 1999: Italia - Australia 3-0)
- pugilato

(18 dicembre 1998)incontro tra Silvio Branco e Agostino Cardamone valido per il titolo WBU
- (2004) campionati nazionali di scherma
- recentemente

campionati nazionali di ginnastica artistica con la speciale partecipazione di Igor Cassina.